# Wolfdieter Bihl
Wolfdieter Bihl (* 11. Mai 1937 in Linz) ist ein österreichischer Historiker, wissenschaftlicher Autor und emeritierter Universitätsprofessor der Universität Wien.

## Leben
Wolfdieter Bihl studierte 1955 bis 1962 Geschichte, Latein und Anglistik an der Universität Wien und erwarb anschließend das Doktorat der Philosophie. Er wurde mit der 1970 veröffentlichten Arbeit Österreich-Ungarn und der Friede von Brest-Litowsk bei Hugo Hantsch promoviert. 1975 wurde Bihl Universitätsdozent für Geschichte der Neuzeit. Er habilitierte sich mit der Arbeit Die Kaukasus-Politik der Mittelmächte 1914–1918 und wurde 1977 außerordentlicher Professor der Universität Wien. Er war von 1988 bis 1992 und von 1996 bis 1999 Vorstand des Instituts für Geschichte an der Universität. 2002 wurde er in den Ruhestand versetzt.
Bihls Forschungsschwerpunkte sind die politischen Beziehungen Mitteleuropas zu Ost- und Südeuropa sowie zum Orient, insbesondere die Geschichte der Ukraine und des Osmanischen Reiches sowie der Erste Weltkrieg.
1995 erhielt er den Wissenschaftspreis des Landes Niederösterreich. 2004 wurde Wolfdieter Bihl als ordentliches Mitglied der Geisteswissenschaftlichen Klasse in die Sudetendeutsche Akademie der Wissenschaften und Künste berufen.

## Schriften (Auswahl)
- Österreich-Ungarn und die Friedensschlüsse von Brest-Litovsk. Böhlau, Graz 1970, ISBN 3-205-08577-9.
- Die Kaukasuspolitik der Mittelmächte. Böhlau, Wien:
  - Teil 1: Ihre Basis in der Orient-Politik und ihre Aktionen 1914–1917. 1975, ISBN 3-205-08564-7 (Zugleich Habilitationsschrift, Universität Wien).
  - Teil 2: Die Zeit der versuchten kaukasischen Staatlichkeit (1917–1918). (= Veröffentlichungen der Kommission für Neuere Geschichte Österreichs, 81) 1992, ISBN 3-205-05517-9.
- Von der Donaumonarchie zur Zweiten Republik. Daten zur österreichischen Geschichte seit 1867. Böhlau, Wien 1989, ISBN 3-205-05279-X.
- als Herausgeber: Deutsche Quellen zur Geschichte des Ersten Weltkrieges. Wissenschaftliche Buchgesellschaft WBG, Darmstadt 1991, ISBN 3-534-08570-1.
- Der Tod Adolf Hitlers. Fakten und Überlebenslegenden. Böhlau, Wien 2000, ISBN 3-205-99140-0.
- mit Georg Kugler: Die Lipizzaner der Spanischen Hofreitschule. Pichler, Wien 2002, ISBN 978-3-85431-284-0.
- Islam. Historisches Phänomen und politische Herausforderung für das 21. Jahrhundert. Böhlau, Wien 2003, ISBN 3-8252-2296-9.
- Orientalistik an der Universität Wien. Forschungen zwischen Maghreb und Ost- und Südasien. Die Professoren und Dozenten. Böhlau, Wien 2009, ISBN 978-3-205-78371-8.
- Der Erste Weltkrieg 1914–1918. Böhlau, Wien 2010, ISBN 978-3-205-78379-4.